# Molophilus orumbera
Molophilus orumbera är en tvåvingeart som beskrevs av Günther Theischinger 1994. Molophilus orumbera ingår i släktet Molophilus och familjen småharkrankar. Inga underarter finns listade i Catalogue of Life.